# Stanisław Kurkiewicz

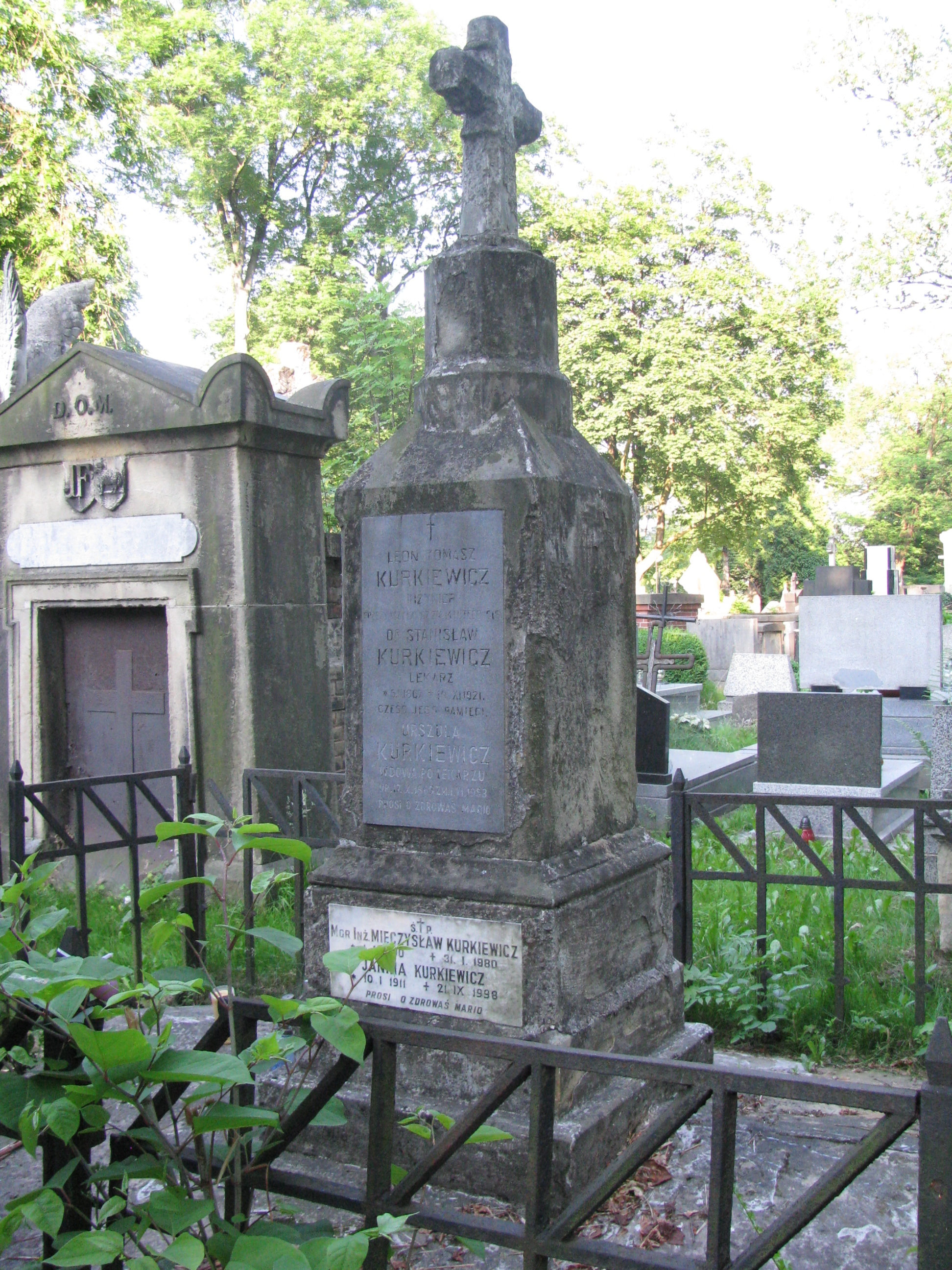
Grób rodzinny Stanisława Kurkiewicza na cmentarzu Rakowickim w Krakowie

Stanisław Teofil Kurkiewicz (ur. 5 lutego 1867 w Krakowie, zm. 14 listopada 1921 tamże) – polski lekarz chorób wewnętrznych i seksuolog.

## Życiorys
Urodził się w Krakowie jako syn radnego miejskiego Andrzeja Kurkiewicza (1829–1871) i Franciszki z domu Tyrkalskiej (zm. 1904). Wiadomo, że miał liczne rodzeństwo. Uczęszczał do Gimnazjum św. Jacka, tam zdał maturę w 1886 roku. Potem studiował medycynę na Wydziale Lekarskim Uniwersytetu Jagiellońskiego, absolutorium uzyskał w 1892 roku, tytuł doktora wszechnauk lekarskich otrzymał 30 marca 1896. Następnie praktykował w Szpitalu Św. Łazarza, od 1902 prowadził wyłącznie praktykę prywatną. Przyjmował w mieszkaniu na Starowiślnej 21, Jabłonowskich 14, Biskupiej 3, później przy ulicy Batorego 20. Pod koniec życia zmuszony był porzucić praktykę z powodu choroby. Zmarł 14 listopada 1921 w Krakowie. Pochowany jest na cmentarzu Rakowickim (kwatera Cb) w grobie rodzinnym. Z żoną Urszulą z domu Jewułła (1865–1953) miał trzech synów: Stanisława (1901–1942), Czesława (1904–1983) i Mieczysława (1910–1980).
Opublikował szereg prac, dotyczących głównie zagadnień seksuologii. W 1909 roku podjął próbę wydawania czasopisma lekarskiego „Lekarz”, ale ukazał się tylko jeden numer.
W 1902 roku wprowadził do języka polskiego termin „sexuologia” (ukuty przez niego niezależnie od Iwana Blocha, uważanego za jego autora). Wprowadził do medycyny termin ipsacji, spopularyzowany potem przez Magnusa Hirschfelda.
W 2008 roku powstała Fundacja Promocji Zdrowia Seksualnego im. dr. Stanisława Kurkiewicza.
Zasłynął ekscentrycznym słownictwem które stosował w swojej publicystyce; cykl felietonów na ten temat opublikował w 1924 roku Tadeusz Boy-Żeleński.
Doktor Kurkiewicz jest jednym z bohaterów powieści kryminalnej Jacka Dehnela i Piotra Tarczyńskiego Rozdarta zasłona.

## Prace
- Życie płciowe kobiety. Monitor nr 35-37, 1897
- Na uspokojenie płciowe. Przewodnik zdrowia 6 nr 12, 1900
- W sprawie samiennej (onanistycznej) u naszej młodzi. Przewodnik zdrowia nr 12, ss. 95–98, 1900
- Eukazyna wobec zgagi. Gazeta Lekarska 35 (10), s. 254–256, 1900
- Rozmyślania pozjazdowe. Przewodnik zdrowia 6 nr 9-12, 1900
- Sprawa małżeństwa w świetle zeznań ustnych i pisemnych... Przewodnik zdrowia nr 1, 1901
- Walka z samieństwem (onanizmem). Przewodnik zdrowia 7 (2), s. 13–14, 1901
- Zapusty a zdrowie. Przewodnik zdrowia 7 (3), 1901
- Rozmyślania pozjazdowe. Czego przestrzegać u dzieci w domu – czego w szkole? Przewodnik zdrowia 7 (2), s. 9–13, 1901
- Z docieków (studyów) nad życiem płciowem. Tom I. Nieświadome błądzenia i cierpienia. Kraków: Drukarnia Związkowa, 1905
  - Tom II. Szczegółowe odróżnienie czynności płciowych. Kraków: Drukarnia Związkowa, 1906
  - Tom III. O ludowości (demokratyzmie) w miłości. Kraków: Drukarnia Związkowa, 1905
- Z wiedzy płciowej. Świt nr 1 (1907)
- Na drogę. Lekarz nr 1, s. 1–5, 1909
- Nerwowość u ludu wiejskiego. Lekarz nr 1, s. 5-9, 1909
- Choroby – a ożenek. Lekarz nr 1 s. 9–11, 1909
- Przedślubne stawiennictwo do lekarza. Lekarz nr 1 s. 11–13, 1909
- Leczenie chorób wewnętrznych. Lekarz nr 1 s. 13–17, 1909
- Zwyczaje chłopów pacyentów (Wypytywanie). Lekarz nr 1, s. 17–18, 1909
- Z zakresu płciownictwa (seksuologii). Lekarz nr 1, s. 18–19, 1909
- Płody mojego dowcipu. Kraków: Drukarnia Związkowa, 1909
- Płciowe uświadomianie młodzieży. Goniec Poniedziałkowy nr 28, 1911
- O potrzebie uświadomiania się w zakresie lekarskim. Tygodnik Mieszczański nr 3, 1911
- Wybór do małżeństwa. Małżeństwo (Lwów) nr 10 (1912)
- Kilka rad dla narzeczonych. Małżeństwo nr 15 (1912)
- Nowy kierunek naukowo-społeczny. Monitor nr 32 (1912)
- O uświadomianiu płciowym. Monitor nr 34 (1912)
- Sexologia – a sexuologia. Głos lekarzy nr 16 s. 248–249 (1912)
- O sprośności w piśmie i sztuce. Monitor nr 36 (1912)
- Uwodzenie chłopców (przez kobiety). Monitor nr 38 (1912)
- Pogadanka z medycyny estetycznej. Monitor nr 52 (1912)
- Veřejná mravopočestnost, její přestoupení, tresty za to a stanovisko lékařovo Zájmy lékařské 7 (1), s. 4–5 (1913)
- O fizycznem odrodzeniu ludzkości. Monitor nr 20 (1913)
- Słownik płciowy. Zbiór wyrażeń o płciowych: właściwościach, przypadłościach, i.t.p. Kraków: Drukarnia Związkowa, 1913
- Ludzkie życie płciowe – jako gałąź wiedzy lekarskiej względem wiedzy ogólnej, jako gałąź lekarskie praktyki, - i jako ruch społeczny: oświatowy, zapobiegawczy, i.t.p. Kraków: Drukarnia Związkowa, 1916
- Mój sposób (moja metoda) leczenia. Kraków: Drukarnia Związkowa, 1916
- Podziwiajmy dary urody! Odezwa. Kraków: Drukarnia Związkowa, 1917
- Samieństwo („Onania”). Określenie – istota – znaczenie – skutki – i.t.p. wiadomości dla osób dojrzałych. Kraków: Drukarnia Związkowa, 1917
- Moja dola lekarska (Zwierzenia się i uwagi, przed ludźmi dobrej woli). Kraków: Drukarnia Związkowa, 1919